# Гражданские партнёрства в Лихтенштейне
Закон об однополых гражданских партнёрствах в княжестве Лихтенштейн был принят парламентом страны 16 марта 2011 года, одобрен на общенародном референдуме 19 июня 2011 года и вступил в силу 1 сентября 2011 года.

## Предыстория
Ещё в 2001 году партия «Свободный список» разработала законопроект об однополых партнёрствах. Законопроект был одобрен парламентом страны и передан правительству страны на утверждение. Однако уже в 2003 году закон был отвергнут парламентом. Вторая попытка предложения законопроекта состоялась в 2007 году. 24 октября 2007 года Ландтаг Лихтенштейна (парламент страны) высказался за введение однополых партнёрств в стране.

## Принятие закона
Первое чтение законопроекта о зарегистрированном партнёрстве состоялась в декабре 2010 года. Тогда Ландтаг Лихтенштейна отправил законопроект на доработку. Во втором чтении 16 марта парламент всеми 25 голосами одобрил законопроект. Закон должен вступить в действие с 1 сентября 2011 года.
Против легализации однополых союзов в княжестве активно протестовала Католическая церковь, имеющая сильные позиции в государстве. Противники однополых союзов при поддержки церкви потребовали проведение референдума с целью выразить мнение народа по этому вопросу. Для проведения референдума в апреле 2011 года были собраны необходимые 1000 подписей.
Легализация однополых союзов приветствовалась всеми политическими партиями Лихтенштейна.
Согласно официальным итогам референдума, состоявщегося 19 июня 2011 года, 68,8 % избирателей высказались за легализацию однополых гражданских партнёрств в стране. Против проголосовали 31,2 %. Таким образом, Лихтенштейн стал второй страной в мире после Швейцарии, одобрившей легализацию однополых союзов в ходе общенационального референдума.

## Содержание закона
Законопроект практически полностью составлен по швейцарскому образцу. Однополые партнёрские союзы будут заключаться в ЗАГСах и полностью приравниваются к обычным бракам в таких областях, как право наследования, социальное страхование, профессиональные страховки и пенсии, в праве получения гражданства для членов пары, при налогообложении семейного союза, а также получат все остальные гражданские права и обязанности, которые имеет традиционный брак.
Однако, зарегистрированное партнёрство не дает права однополым парам усыновлять детей, а также запрещает пользоваться услугами искусственного оплодотворения донорской спермой и суррогатного материнства. Кроме того, партнёры не могут иметь общую «семейную фамилию» и при расторжении партнёрства бывшие партнёры не получают (в отличие от разводящихся супругов) уравнивание имущества. С 1 января 2017 года гражданским партнёрам разрешается иметь общую семейную фамилию.